# Neogonodactylus caribbaeus
Neogonodactylus caribbaeus is een bidsprinkhaankreeftensoort uit de familie van de Gonodactylidae. De wetenschappelijke naam van de soort is voor het eerst geldig gepubliceerd in 1993 door Schotte & Manning.